# Alex Hicks
Alexander „Alex“ Hicks (* 4. September 1969 in Calgary, Alberta) ist ein ehemaliger kanadischer Eishockeyspieler und derzeitiger -trainer, der im Verlauf seiner aktiven Karriere zwischen 1988 und 2006 unter anderem 273 Spiele für die Mighty Ducks of Anaheim, Pittsburgh Penguins, San Jose Sharks und Florida Panthers in der National Hockey League (NHL) auf der Position des linken Flügelstürmers bestritten hat. Darüber hinaus absolvierte Hicks weitere 313 Partien für die Eisbären Berlin und Kölner Haie, mit denen er im Jahr 2002 Deutscher Meister wurde, in der Deutschen Eishockey Liga (DEL). Sein Vater Wayne Hicks war ebenfalls professioneller Eishockeyspieler.

## Karriere
Alex Hicks begann in seiner Geburtsstadt Calgary früh mit dem Eishockey. Im Sommer 1988 wechselte er in die Vereinigten Staaten an die University of Wisconsin–Eau Claire, wo er vier Jahre lang spielte. Der links schießende Außenstürmer machte mit hervorragenden Scoringwerten auf sich aufmerksam – in drei seiner vier Spielzeiten an der Universität erzielte er mehr als doppelt so viele Punkte, wie er Spiele bestritt. Dennoch wurde er nie von einem Franchise der National Hockey League gedraftet. So ging er im Sommer 1992 für zwei Jahre in die East Coast Hockey League zu Toledo Storm. Dort bestritt er einen Großteil der Spiele und gewann mit dem Team in beiden Spielzeiten den Riley Cup, bekam aber bereits sporadische Einsätze in der American Hockey League bei den Adirondack Red Wings, dem damaligen Farmteam der Detroit Red Wings.
Zur Saison 1994/95 spielte er eine Saison für die Las Vegas Thunder in der International Hockey League, bevor er im Jahr darauf seine NHL-Karriere für die Mighty Ducks of Anaheim begann. In seiner ersten Saison in der NHL war er bei den Ducks gleich Stammspieler und spielte nur wenige Spiele in deren Farmteam Baltimore Bandits in der AHL. Während der Spielzeit 1996/97 wurde Hicks nach wenigen Spielen von den Mighty Ducks gemeinsam mit Fredrik Olausson im Tausch für Shawn Antoski und Dmitri Mironow zu den Pittsburgh Penguins transferiert, wo er den Rest der Spielzeit und die folgende an der Seite von Mario Lemieux und Jaromír Jágr spielte. Die Saison 1998/99 begann er bei den San Jose Sharks, wechselte allerdings nach nur vier Spielen im November 1998 gemeinsam mit einem Fünftrunden-Wahlrecht im NHL Entry Draft 1999 zu den Florida Panthers. Im Gegenzug erhielt San Jose dafür Jeff Norton. Nachdem er ein weiteres Jahr bei den Panthers verbracht hatte, in dem er allerdings häufig in die AHL abgeschoben worden war, kehrte er der NHL den Rücken zu.
Zur Spielzeit 2000/01 wechselte der Kanadier in die Deutsche Eishockey Liga zu den Eisbären Berlin. Dort spielte er zwar sehr stark und erfolgreich, doch war das Jahr für die Eisbären nicht von Erfolg gekrönt. Er entschied, die Hauptstadt zu verlassen und unterschrieb einen Vertrag beim Ligakonkurrenten Kölner Haien. Bereits in seiner ersten Saison am Rhein gewann er mit den Haien die Deutsche Meisterschaft und damit seinen ersten großen Titel. Dass er am Erfolg großen Anteil hatte, zeigen seine 52 Scorerpunkte aus 58 Vorrundenspielen und die Tatsache, dass er der erfolgreichste Spieler in den Playoffs war. Im Frühjahr 2003 wurde Hicks mit den Domstädtern Vizemeister und 2004 gewann er mit dem Team den DEB-Pokal. In beiden Spielzeiten – wie auch im Spieljahr 2004/05 – gehörte er zu den besten Spielern der Haie, wobei er in den letzten beiden Saisons häufiger mit Verletzungen ausfiel. In der DEL-Saison 2005/06 kämpfte Hicks lange Zeit mit einer Verletzung, weshalb er einen Großteil der Hauptrunde verpasste. Nachdem er mit den Haien im Halbfinale gescheitert war, beendete er seine aktive Karriere und kehrte in die USA zurück. Dort arbeitet er seit dem Sommer 2013 als Assistenztrainer des Eishockeyteams an der Arizona State University.

## Erfolge und Auszeichnungen
| - 1993 Teilnahme am ECHL All-Star Game - 1993 Riley-Cup-Gewinn mit den Toledo Storm - 1994 Riley-Cup-Gewinn mit den Toledo Storm - 1994 Murphy-Cup-Gewinn mit den Buffalo Stampede - 2002 Teilnahme am DEL All-Star Game | - 2002 Deutscher Meister mit den Kölner Haien - 2002 Topscorer der DEL-Playoffs - 2003 Deutscher Vizemeister mit den Kölner Haien - 2004 Deutscher Pokalsieger mit den Kölner Haien - 2019 Aufnahme in die ECHL Hall of Fame |

## Karrierestatistik
(Legende zur Spielerstatistik: Sp oder GP = absolvierte Spiele; T oder G = erzielte Tore; V oder A = erzielte Assists; Pkt oder Pts = erzielte Scorerpunkte; SM oder PIM = erhaltene Strafminuten; +/− = Plus/Minus-Bilanz; PP = erzielte Überzahltore; SH = erzielte Unterzahltore; GW = erzielte Siegtore; 1 Play-downs/Relegation; Kursiv: Statistik nicht vollständig)

## Soziales Engagement
Im Oktober 2003 gründete Alex Hicks gemeinsam mit seiner Frau Sarah die Alex Hicks Initiative. Idee der Initiative ist es, gesundheitlich und sozial benachteiligten Kindern den Besuch eines Eishockeyspiels zu ermöglichen oder durch Aktionen eine Freude zu machen. Hicks gründete die Initiative nach eigenen Worten, da sich seine Familie in Köln sehr heimisch fühle und er den Menschen der Stadt, denen es nicht so gut gehe wie ihnen, etwas zurückgeben wolle. Nach Hicks’ Rücktritt vom aktiven Eishockey 2006 entschieden sich die Haie, die Initiative trotzdem weiterzuführen.
Im Rahmen der Alex Hicks Initiative sind seit 2003 mehrfach Freikarten in Kinderheimen oder Kinderkrankenhäusern verteilt worden. Zudem wurden in den letzten Jahren während der Weihnachtszeit Spielzeugsammelaktionen durchgeführt, bei denen Fans Spielsachen bei Heimspielen in der Kölnarena als Spenden abgeben konnten. Diese wurden von den Haie-Spielern verpackt und in Heimen oder Krankenhäusern verteilt. In der Spielzeit 2005/06 versteigerte das Fan-Webmagazin Haimspiel.de zehn Trikots, unter anderem von den ehemaligen Haie-Spielern Chris Rogles, Collin Danielsmeier, Dieter Kalt und Leonhard Wild, die von den jeweiligen Vereinen gestiftet wurden.